# قره‌بلاغ (سرآب)
قره‌بلاغ یکی از روستاهای استان آذربایجان شرقی است که در دهستان آلان برآغوش بخش مهربان شهرستان سرآب واقع شده‌است.
اکثریت مردم ساکن در این روستا از سادات موسوی می باشند.